# HMS Fox (1799)
La HMS Fox è stata una goletta da 14 cannoni, già di proprietà francese, in servizio nella Royal Navy, persa per naufragio il 17 settembre 1799.

## Storia
La goletta Fox, già francese catturata, entrò in servizio nella Royal Navy nel 1799, quando la Gran Bretagna era impegnata nelle guerre rivoluzionarie francesi.  La nave aveva un dislocamento di 150 tonnellate ed ara armata con 14 cannoni. Al comando del tenente James Woolridge, la Fox salpò dalla Gran Bretagna diretta alle Bahamas nell'estate del 1799. La Fox era stata assegnata a un piano segreto diretto alla conquista britannica della Florida, che allora era parte del Regno di Spagna, formalmente alleato dei francesi. La goletta doveva sbarcare in Florida l'ex ufficiale lealista britannico William Augustus Bowles, che davanti alle autorità britanniche si era presentato come capo delle nazioni riunite degli indiani Creek e Cherokee, e comandante di un forte esercito composto dai guerrieri delle due nazioni.
Arrivata sull'isola di New Providence, nell'arcipelago delle Bahamas, il comandante della Fox non riuscì a ottenere un pilota esperto nella navigazione nelle acque della Florida. La Fox lasciò New Providence il 5 settembre 1799, e da lì la nave andò verso nord-ovest attraverso lo stretto della Florida e nel golfo del Messico. La missione della nave era di far sbarcare Bowles vicino alle foci dei fiumi Apalachicola e Ochlockonee. A bordo vi era una forza di quasi 100 mercenari, armi, munizioni, rum e una serie di altri beni destinati alla distribuzione ai guerrieri che ci si aspettava di chiamare al servizio della Gran Bretagna.  Il passaggio intorno alla penisola della Florida fu lento, a causa dei venti contrari.
Mentre il 17 settembre la nave stava cercando di entrare nella baia di Apalachicola incappò in un violento uragano, e il capitano ridusse le vele e tentò di entrare nel canale di East Pass. Bowles e Wooldridge avevano discusso animatamente sul percorso migliore per entrare nella baia e cercare riparo, ma il capitano fece a modo suo.
La Fox urtò una barriera corallina, e lo scafo fu perforato con la nave che si riempì rapidamente di acqua inclinandosi verso babordo. Nel tentativo di liberare la nave, incagliatasi all'estremità orientale dell'isola di St. George, che fu presto battezzata Fox Point, il tenente Woolridge ordinò che fossero gettati fuoribordo la maggior parte dei rifornimenti e degli armamenti. Salvare la nave era impossibile, e l'equipaggio e i passeggeri riuscirono a raggiungere la riva insieme ad alcune delle provviste e ad alcune armi e munizioni. A questo punto la maggior parte o l'intera isola era ricoperta d'acqua fino a due piedi di profondità. La tempesta infuriò per due giorni intorno ai naufraghi, ed i forti venti strapparono via gli alberi della Fox con le onde che gettarono lo scafo della nave a riva, e infine lo distrussero.
Bowles era indignato dal comportamento tenuto da Woolridge, e quando la tempesta si placò, i 50 uomini dell'equipaggio riuscirono a raggiungere la riva e a recuperare diversi barili di polvere da sparo, palle di piombo e rum destinati ai Creeks. Woolridge, Bowles, l'equipaggio e i mercenari raggiunsero le più alte dune vicine dove rimasero, esposti alle intemperie fino a quando non avvistarono una piccola imbarcazione quattro giorni dopo. Woolridge approfittò di questa opportunità per inviare una nota al Commissario statunitense per i la delimitazione dei confini, geometra Andrew Ellicott,  che arrivò alla baia di Apalachicola quel giorno. Nella nota Woolridge chiedeva aiuto a Ellicot per trasferire gli uomini sopravvissuti al naufragio in un luogo più sicuro. Ellicott mandò al campo inglese un barile di maiale sotto sale e altre provviste, ma l'arrivo di una nuova tempesta lo costrinse a rimanere sull'isola di St. George per otto giorni.
Nel 1799, la Gran Bretagna era in guerra con la Spagna e gli Stati Uniti erano neutrali, pertanto Ellicott disse a Wooldridge e Bowles che il meglio che poteva fare era offrire parte del suo cibo e delle sue provviste, e li informò che si aspettava che la sua nave che trasportava i rifornimenti, la Sally, arrivasse presto.
Ellicott aveva ottenuto anche una seconda nave per i rifornimenti , la Shark, di proprietà dei rivali di Bowles, la società Panton, Leslie & Company.
Ellicott raggiunse l'equipaggio della Sally a St. Marks, ma la Shark non arrivò, e l'equipaggio della Sally caricò a bordo manzo salato e farina di frumento per il viaggio verso sud. La carne si guastò poco tempo dopo e quando la nave raggiunse le Matecumbe Keys, l'equipaggio si nutriva di pane, pesce e dei piccoli cervi che era in grado di uccidere.
L'8 novembre Ellicott riferì di aver incontrato la goletta che attendeva, la  Shark, e che essa era stata catturata dagli uomini del tenente Wooldridge vicino all'isola di St. George mentre si recava a St. Marks. La Shark era carica di vettovagliamenti, e Ellicott chiese al nostromo della goletta catturata, il signor Barnes,  un barile di maiale; Barnes, non rispose direttamente, ma disse che se ne sarebbe occupato il giorno dopo. La mattina successiva, Wooldridge e la Shark salparono senza aiutare gli statunitensi che il giorno successivo incontrarono una nave corsara giamaicana, la Providence, che inviò loro un barile di carne di maiale, e la Sally virò a nord arrivando sana e salva a St. Mary's, dove completò la sua ricognizione del confine statunitense senza ulteriori problemi.
L'equipaggio della Fox incontrò nel golfo del Messico il vascello Thunderer che trasse a bordo i naufraghi sbarcandoli a Port Royal il 1 dicembre. La successiva corte marziale assolse Woolridge, i suoi ufficiali e gli uomini dell'equipaggio da ogni colpa per la perdita della Fox.

### Annotazioni
1. ↑  Fortunatamente per l'equipaggio della Fox, il Presidente degli Stati Uniti d'America Thomas Jefferson aveva inviato in zona la Southern Boundary Commission, guidata dal geometra Ellicott, per segnare il confine tra Stati Uniti e il territorio spagnolo della Florida lungo il 31º parallelo.

### Fonti
1. 1 2 3  Colledge, Warlow 2006, p. 133.
2. 1 2 3 4 5 6 7  Twoegg.
3. ↑  Winfield 2008, p. 356.
4. 1 2 3 4 5 6 7 8 9 10 11 12 13 14 15  Islevaca.
5. 1 2 3 4 5 6 7 8 9  Meide, McClean, Wiser 1999, p. 16.
6. ↑  Hepper 1994, p. 92.
7. ↑  Grocott 1997, p. 78.